# Три рассказа Чехова
«Три рассказа Чехова» — советский киноальманах совместного производства «Мосфильма» и Киностудии имени Горького по мотивам рассказов А. П. Чехова, приуроченный к столетию со дня рождения писателя. Состоит из трёх новелл: «Ванька», «Анюта» и «Месть». Дебютные работы режиссёров Мери Анджапаридзе и Ирины Поплавской, одна из первых ролей Евгения Евстигнеева в кино. Съёмки проходили с 1959 по 1960 год.

## «Ванька»
Драма по мотивам рассказа «Ванька» (1886) производства Киностудии имени М. Горького, творческая мастерская Леонида Лукова. Чёрно-белый. 30 минут. 1959 год.

### Сюжет
Крестьянин приводит внука, сироту Ивана Жукова, в город на заработки и пристраивает учеником сапожника Аляхина. Сапожник, его жена и подмастерья — жестокие люди, которые помыкают «Ванькой», как все его кличут. Ванька живёт впроголодь и терпит постоянные побои и унижения.
В ночь перед Рождеством домашние уходят на празднования. Ваньку оставляют присматривать за младенцем в люльке, и он садится за письмо деду, в котором изливает все свои обиды и горести, время от времени проваливаясь в сон. Зрителю показывают как грустные страницы жизни, так и редкие минуты радости мальчика, а также непростую крестьянскую судьбу деда, прислуживающего барину.
Закончив письмо, Ванька вместо адреса пишет на конверте «На деревню дедушке» и видит последний сон, в котором Дед Мороз доставляет письмо деду, и тот, прочитав его, отправляется в город за внуком.

### В ролях
- Александр Барсов — Ванька Жуков
- Николай Никитич — Константин Макарович, дед Ваньки
- Николай Плотников — сапожник Аляхин
- Нонна Мордюкова — жена Аляхина
- Пётр Алейников — Егорка Кривой
- Владимир Борискин — подмастерье
- Георгий Бударов — торговец
- Ксения Козьмина — кухарка
- Николай Новлянский — барин
- Алевтина Румянцева — барыня
- Николай Сморчков — подмастерье
- Юрий Саранцев — полицейский служащий
- Евгений Кудряшёв — мясник (нет в титрах)

### Съёмочная группа
- Авторы сценария: Эдуард Бочаров, Вениамин Дорман, Генрих Оганесян
- Режиссёр-постановщик: Эдуард Бочаров
- Операторы: Жозеф Мартов, Пётр Катаев
- Художник-постановщик: Мария Фатеева
- Композитор: Николай Будашкин
- Звукооператор: Вартан Ерамишев

## «Анюта»
Драма по мотивам рассказа «Анюта» (1886) производства студии «Мосфильм». Чёрно-белый. 20 минут. 1959 год.

### Сюжет
Девушка Анюта и студент медицинского института Степан Клочков делят номер в дешёвой гостинице «Лиссабон». Она подрабатывает вышиванием, он занят учёбой и использует покорную сожительницу как анатомическую модель.
В номер заглядывает сосед-художник и просит «одолжить» девушку, чтобы та позировала ему в образе Психеи. Анюта отказывается, но Клочков уговаривает её. Когда она, уставшая, возвращается от художника, Клочков решает начать новую жизнь и гонит её прочь. Но, пожалев, разрешает ей пожить ещё недолго.

### В ролях
- Клавдия Блохина — Анюта
- Анатолий Адоскин — Степан Клочков
- Евгений Евстигнеев — художник
- Павел Тарасов — 2-й чиновник
- Виктор Уральский — Григорий
- Олег Жаков — эпизод
- Станислав Коренев — эпизод

### Съёмочная группа
- Автор сценария и режиссёр-постановщик: Мери Анджапаридзе
- Оператор: Николай Олоновский
- Художник-постановщик: Семён Ушаков
- Композитор: Борис Чайковский
- Звукооператор: Семён Литвинов

## «Месть»
Комедия по мотивам рассказа «Месть» (1886) производства студии «Мосфильм». Цветной. 25 минут. 1960 год (с 1961 года показывали отдельно в качестве телефильма).

### Сюжет
Лев Саввич Турманов, проигравшись в карты, возвращается домой и слышит, как за дверью молодая жена кокетничает с очередным ухажёром. Им оказывается его друг Дегтярёв, который договаривается с Полиной Григорьевной о том, чтобы она оставила ему записку в мраморной вазе, что в городском саду, попутно раздавая её мужу обидные прозвища.
Этого Турманов уже стерпеть не может и задумывает месть: «обыграть его рублей на 200». Вновь проигравшись, он планирует ещё более коварную месть: он пишет анонимное письмо купцу Дулинову с угрозой взорвать его лавку, если тот не положит 200 рублей в ту самую вазу. Купец тут же бежит в полицию.
В назначенный день двое городовых поджидают «террориста» в саду, за ними из кустов наблюдает Турманов. Размечтавшись, он грезит о грядущей расправе: как Дегтярёва ловят с поличным, как на шум сбегаются их жёны и сам Турманов, которые «распознают» почерк Дегтярёва на записке, и тот, не вынеся позора, стреляется. Однако развязка выходит совсем неожиданной.

### В ролях
- Михаил Яншин — Лев Саввич Турманов
- Людмила Касаткина — Полина Григорьевна, жена Турманова
- Георгий Вицин — Фёдор Фёдорович Дегтярёв
- Анастасия Георгиевская — Софа, жена Дегтярёва
- Станислав Чекан — купец Дулинов
- Никифор Колофидин — старый городовой
- Юрий Леонидов — молодой городовой

### Съёмочная группа
- Автор сценария: Григорий Колтунов
- Режиссёр-постановщик: Ирина Поплавская
- Оператор: Пётр Емельянов
- Художник-постановщик: Евгений Куманьков
- Композитор: Юрий Левитин
- Звукооператор: Евгений Фёдоров
- Художественный руководитель: Сергей Юткевич

### История создания
Для Ирины Поплавской, дебютировавшей в кино, работа была сопряжена с рядом трудностей. Чехов был её давней страстью, однако о том, что Григорий Колтунов пишет сценарий по мотивам рассказа «Месть», она узнала случайно от Сергея Юткевича, который свёл их. В то время молодым режиссёрам, как правило, не давали экранизировать классику, но Юткевич как художественный руководитель картины заверил её, что всё уладит.
По словам Поплавской, изначальный сценарий был «громоздок и тяжёл», в нём было много излишеств и отступлений от Чехова. Но когда она попыталась намекнуть на это, то «встретила яростное сопротивление: Колтунов спорил из-за каждого слова, обижался за каждую фразу». Впоследствии она полностью переписала текст во время работы над режиссёрским сценарием, сократив его более чем на треть и восстановив чеховские фабулу и язык.
Колтунов также агрессивно навязывал своего друга Модеста Табачникова в качестве композитора. Поплавская была против, считая его музыку грубой и примитивной ещё со времён учёбы в Институте имени Гнесиных, когда она со скандалом отказалась разучивать одну из его песен. Но Колтунов не оставлял попыток, перейдя к прямым угрозам («Вопрос стоит о вашем будущем в кинематографе»). Поплавская обратилась за помощью к музыкальному редактору «Мосфильма» Раисе Лукиной. Вместе они стали обзванивать композиторов, однако, несмотря на поддержку Сергея Юткевича, никто не хотел связываться с влиятельным Табачниковым. Единственным, кто сразу дал согласие, был Юрий Левитин, его в итоге и утвердили на картину.
На главные роли режиссёр подобрала два актёрских ансамбля: Михаил Яншин-Людмила Касаткина-Георгий Вицин и Борис Тенин-Лидия Сухаревская-Юрий Любимов. В результате всё решил Яншин: по словам Поплавской, он почти не готовился к роли, однако «был абсолютно готов к съёмкам, он изнутри чувствовал каждую чеховскую ремарку, малейший психологический изгиб». Хотя из-за сильной загруженности в театре и на руководящих постах работать с ним было непросто — его постоянно клонило в сон. Яншин спал даже в морозный день во время натурных съёмок в Филёвском парке. Георгия Вицина же гримировали «под Кторова» в роли красавца Паратова из «Бесприданницы», чем сам актёр остался очень доволен.

## Отзывы
Журнал «Variety» охарактеризовал «Три рассказа Чехова» как «хорошо сбалансированный киноальманах», в котором мир Чехова перенесён на экран «без явных следов пропаганды»: новелла «Месть» названа «по-настоящему остроумной сатирой на мелочность, которая не скатывается в абсурд и морализм», «Анюта» «со знанием дела повествует о человеческой нужде», а в «Ваньке» «показаны настоящие детские надежда и отчаяние».
По мнению Маргариты Кваснецкой из «Комсомольской правды», сам Чехов в «Мести» «осуждает мещанское благополучие, обличает пошлость в различных её проявлениях», чего нет в новелле Ирины Поплавской, и поэтому, несмотря на отличную игру Михаила Яншина и прекрасную работу художника, у неё получился всего лишь «непритязательный водевиль». Остальные новеллы постигла другая беда чеховских адаптаций: за обилием второстепенных деталей и попытками проиллюстрировать каждую чеховскую фразу теряется основная сюжетная мысль. И если Эдуарду Бочарову удались сцены с Ванькой, чьи переживания «очень искренни и непосредственны, действия его логически оправданы», то у Мери Анджапаридзе «в непомерно разросшихся эпизодах тонут лирика и ирония, пропадают все раздумья и размышленья о судьбе Анюты».
Автор французского издания «Cinéma», напротив, счёл, что одна «Анюта» оправдывает всю задумку и являет собой тот редкий пример изящного удлинения рассказа без излишней отсебятины и «воды». В противовес ей он привёл работу Бочарова, где режиссёр, на его вкус, слишком много внимания уделил изобличению «проклятого прошлого» в своём, взрослом представлении, вместо того, чтобы сосредоточиться на мыслях и заботах Ваньки. Поэтому, отдавая должное игре Саши Барсова и операторской работе, автор был бы не прочь сократить картину вдвое.
По мнению обозревателя газеты Seattle Post-Intelligencer Уильяма Арнольда, мораль рассказа «Месть» донесена режиссёром до зрителя во всех мелочах, сохранено единство видения чеховских мотивов. «Настроение картины меняется со скоростью русских горок: фильм в одинаковой степени поэтичен, жесток, загадочен, философичен, вдохновляющ и очень пугающ».
Авторов монументального английского справочника по кино The Motion Picture Guide новелла «Анюта» «погрузила в мир нищеты, которая составляет весь быт группы постояльцев в гостинице», тогда как в «Ваньке» они увидели историю «всего одного персонажа, живущего в муках депрессии, раба, над которым издеваются его наниматели». Киноальманах в целом был оценён на две звезды из пяти.

## Награды
- 1960 — приз «Золотые ворота» на МКФ в Сан-Франциско за лучший игровой короткометражный фильм (новелла «Месть»)[7]
- 1960 — диплом «За выдающийся фильм» на IV МКФ в Лондоне (новелла «Месть»)[1][9]